# Grupo Malagata
Grupo Malagata es una banda del género Cumbia Norteña Argentina formada en el año 1990. Nace a partir de la separación de músicos del Grupo Sombras, como Antonio Ríos, Reynaldo Valverde y Jorge Cruz. En principio, llamados "Los De La Malagata", es conocida por convertirse en la única banda tropical en obtener 7 discos de platino y varios reconocimientos, entre los cuales se incluyen sus años de trayectoria. Es una de las pocas agrupaciones que ha trascendido el tiempo con sus múltiples canciones ganándose la admiración de su público hasta la actualidad.

## Historia

### Grupo Malagata

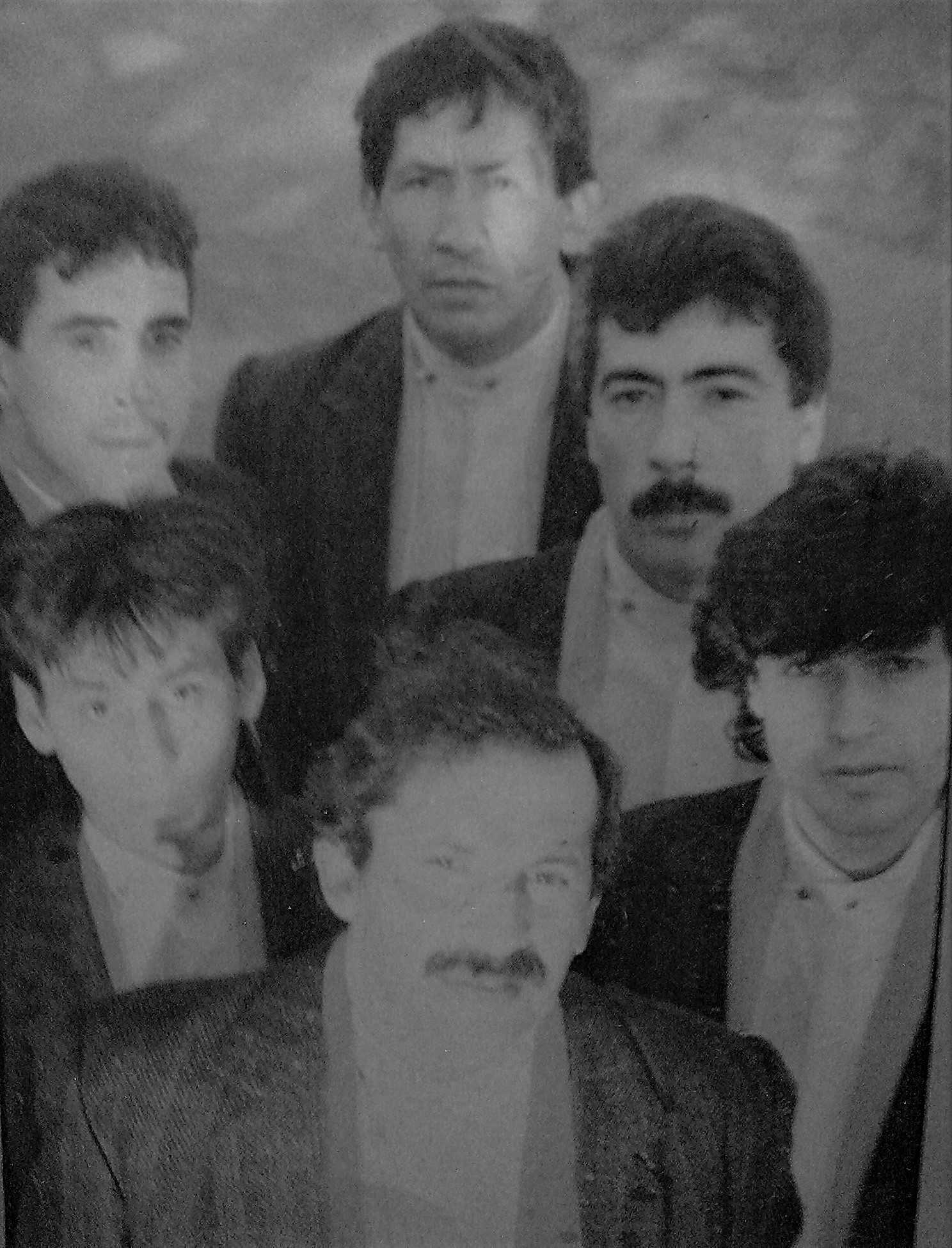
Malagata en 1990.

En el año 1990 comienza una etapa muy importante en la Música Tropical Argentina y Malagata forma parte de esa corriente pionera que hizo que la cumbia se escuche en lugares impensados hasta ese momento. Con su primer disco llegan a vender 470.000 placas convirtiéndose en el primer y único artista tropical argentino que obtiene 6 discos de platino con un solo disco, en 1991 se edita en Chile solo en cassette por el sello Musicavision, en 1995 se redita por primera vez en Cd como "Exitos cumbieros" lo cual en país de origen solo se edito en vinilo y cassette, éxitos como  .  Noche de Luna y Chiquilína Bonita pronto se convertirían en clásicos de la banda.

### Con Toda La Onda
En 1991 sacan su segundo disco, “Con Toda la Onda”, éste incluye éxitos como "El Borracho" y "Corazón Corazoncito". Luego, en 1993, llega "En el Cielo las Estrellas" con temas como "Noche de dos" y "Todos me critican". En 1993 obtienen el premio A.C.E., de la Asociación de Cronistas del Espectáculo de la República Argentina, como Mejor Grupo Tropical Argentino y Mejor Material Discográfico por “En el Cielo las Estrellas”, compartiendo el éxito con artistas como Sandro, Patricia Sosa, Mercedes Sosa y otros. En 1994, “Mas Arriba que Nunca”, que fue el último disco con la voz de Antonio Ríos.

### En El Cielo Las Estrellas
En 1992 obtienen el premio A.C.E., de la asociación de cronistas del espectáculo de Argentina, como mejor grupo tropical y mejor material discográfico por su tercera placa “En el cielo las estrellas”. Los temas más recordados de este disco son "Todos me critican" y "Noche de dos". También fue disco de oro.

### Más Arriba que Nunca
Para fines de 1994 sale "Mas Arriba Que Nunca" y su tema "Sombrero Blanco", para ganarse otro disco de oro. Este sería el último con la formación original, también sería el último con Carlos Luna y Antonio Ríos que iniciaría su carrera como solista, finalizando el ciclo más recordado y exitoso de Malagata.

### A Fondo
Ya con nuevo cantante y baterista en 1995 llega “A Fondo”, con la nueva voz de Juancy Giménez alcanzando el disco de oro. Los temas "Luciérnaga" y "Compañera" abren el camino hacia países limítrofes como Bolivia y Chile . Finalizando el año Juancy junto al resto de músicos de la banda deciden armar un nuevo grupo al que llaman "Luciérnaga".

### A Todo Vuelo
En 1996 comienza una nueva etapa, siempre con Reynaldo Valverde a la cabeza, nuevas canciones, nuevos sonidos y con la voz de Daniel Torres, se decide realizar el disco “A Todo Vuelo” con su gran éxito Golondrina. Solo en su lanzamiento se adjudican un disco de oro,  platino y varias giras por todo el país, Malagata volvía al ruedo.

### El Mito
Año 1997, ya con el auge de la cumbia, la banda presenta "El Mito". Disco muy elogiado por la crítica hasta la fecha por grandes canciones como Amándote y Muchachita. Siendo una marca registrada y con un tercer disco de oro, hacen presentaciones en canales de televisión poco usuales para el género. Resultado: éxito total. 

### Quemas
En 1998 se decide darle un toque colombiano al estilo. Sumando acordeón y trombones sale "Quemas" su octavo material, que incluye temas como "Quemas" y "Bajo la luna". Aunque han cambiado el estilo norteño, igual recibió buenas críticas, pero al cantante Daniel Torres no le gusto para nada ese material. También en este mismo año la banda es golpeada por un accidente en micro donde pierde la vida Daniel Castro "el topo", su baterista. Luego de la tragedia varios músicos se van de la banda incluyendo Daniel Torres dándole fin al segundo ciclo exitoso de Malagata.

### Una Década De Éxitos
En el año 1999 el grupo vuelve a grabar pero ahora con la particular voz de un cantante Metalero Daniel Medina. El nuevo material se llamó “Una Década de Éxitos” en alusión a los 10 años del grupo. Hubo buenas críticas y como siempre Reynaldo haciendo lo suyo, mezclado el Rock & cumbia, Los temas más importantes de ese disco son “Negra” que tiene Videoclip y “El amigo que se fue”, canción dedicada a Daniel Castro en memoria de su fallecimiento.

### Magia Suburbana
En 2000, y con la voz de un joven llamado Sebastián Mendoza, llega “Magia Suburbana” con 12 temas incluyendo “Buscándote” y “La mala gata”, recuerdo de la etapa de Reynaldo con Grupo Sombras en 1989. A finales del año la compañía discográfica decide abrirle camino a Sebastián Mendoza como solista.

### La Leyenda Continua

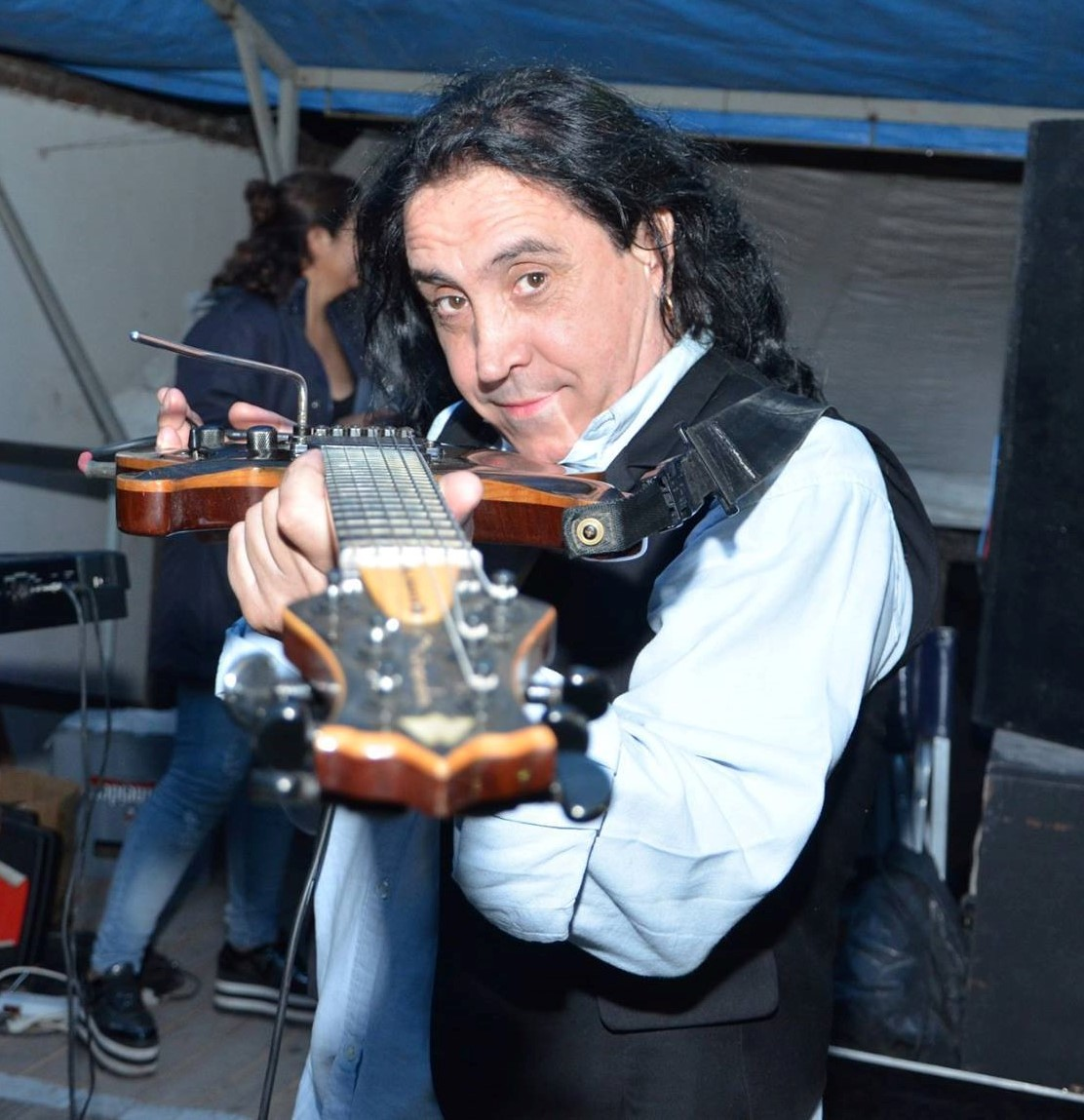
Reynaldo Valverde, guitarrista y fundador.

En el año 2004 se vuelve a juntar la dupla Reynaldo Valverde y Daniel Torres para hacer “La Leyenda Continua”, entre ellos temas como “Maldita adicción” y “Yo te quisiera perdonar” son muy pedidos en radios y shows en vivo. Este disco uno de los más difíciles de conseguir, sería nominado a los Premios Carlos Gardel 2005 como mejor álbum tropical. Luego de 2 años y cumplido su contrato, Daniel Costigliolo emprende su camino como solista.

### Abriendo Caminos
A fines de 2006 Reynaldo Valverde toma la decisión de nombrar a Cristopher Valverde, su hijo, como nuevo cantante. Con esta formación se abren paso por el interior del país como Entre Ríos, Corrientes, Salta y Jujuy. Hasta que llega el año 2010, en el cual sale el disco “Abriendo Caminos” que contiene temas como “Ese alguien” y “Me enamore de ti y que”. Finalmente llegarían las presentaciones hasta el sur del país, como Tierra del Fuego.

### 20 Años En Vivo
Llegado el año 2011, Malagata festeja sus 20 años en el Teatro Premier con un show en vivo recorriendo su trayectoria y con invitados como Antonio Ríos y Sebastian Mendoza, dos excantantes. De ahí sale a la venta un CD+DVD con todos los temas y todas las imágenes del recordado show. Este disco también sería nominado como mejor álbum tropical en los Premios Carlos Gardel 2012. A principios de 2015 Cristopher Valverde deja la banda siendo el cantante con más años al frente de Malagata.

## Discografía

### Álbumes de estudio
- Malagata (1990)
- Con Toda La Onda (1991)
- En El Cielo Las Estrellas (1992)
- Mas Arriba Que Nunca (1994)
- A Fondo (1995)
- A Todo Vuelo (1996)
- El Mito (1997)
- Quemas (1998)
- Una Década De Éxitos (1999)
- Magia Suburbana (2000)
- Abriendo Caminos (2010)

### Álbumes en vivo
- 20 Años En Vivo (2011)

### Álbumes Compilados
- Discos de Oro: Golpe Norteño (1995)
- Gigantes (Temas Inéditos) (1998)
- Tropi Stars Inéditos (2001-2022)

## Sencillos

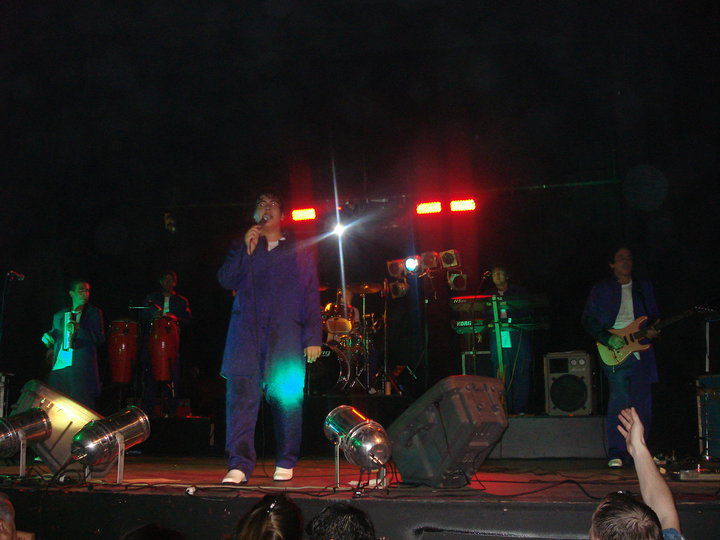
Celebrando 20 años en el Teatro Prem

- Quiero (2011)               Celebrando 20 años en el Teatro Prem
- Bailando (2015)
- Por Eso Te Amo (2017)
- Hoy Me Di Cuenta (2019)
- Morena (2019)
- La Cama (2019)
- Infiel (2019)
- Mujer Araña (2019)
- Seamos Amigos (2021)
- No soy nada sin ti (2022)
- Fallaste (2022)
- Un X100To (2023)
- Seco y Fondo Blanco (2023)

## Reconocimientos y méritos
- 7 discos de platino
- 8 discos de oro
- 470.000 copias vendidas por su primer álbum publicado en 1990
- Premio A.C.E. 1994 como mejor álbum y grupo tropical argentino por “En el cielo las estrellas”
- 2 nominaciones en los Premios Carlos Gardel de 2005 y 2012

- Datos: Q25406693